# أندريس وود
أندريس وود (بالإسبانية: Andrés Wood) هو كاتب سيناريو ومخرج تشيلي، ولد في 14 سبتمبر 1965 في سانتياغو في تشيلي.

## وصلات خارجية
- أندريس وود على موقع IMDb (الإنجليزية)
- أندريس وود على موقع ألو سيني (الفرنسية)
- أندريس وود على موقع أول موفي (الإنجليزية)
- أندريس وود على موقع قاعدة بيانات الأفلام السويدية (السويدية)
- أندريس وود على موقع قاعدة بيانات الفيلم (الإنجليزية)
- أندريس وود على موقع كينوبويسك (الروسية)